# Phragmatobia aragonensis
Phragmatobia aragonensis là một loài bướm đêm thuộc phân họ Arctiinae, họ Erebidae.